# Донатела Реторе
Донатела Реторе, такође позната и као Реторе (рођена 8. јула 1953. у Кастелфранко Венету, провинција Тревизо) је италијанска певачица и текстописац.
Ретторе је своју певачку каријеру започела 1973. Њени рани снимци били су оријентисани на италијанску музику. Успела је 1979. године када је снимила албум Brivido Divino. Њени најпопуларнији хитови су Splendido Splendente,  Kobra, Donatella, Lamette, This Time, Io Ho Te, Amore Stella и Di Notte Specialmente. 
Већина Реториних албума мешавина су поп, рок, диско музике и ска. Средином осамдесетих доживела је спор пад популарности и морала је да чека скоро деценију пре него што је ушла у топ 10 италијанских топ листа. Реторин најновији албум, Stralunata, антологијски је двоструки ЦД и ДВД који је ушао директно на број 2 и два месеца остао у првих 10 италијанских топ листа.

## Дискографија

### Албуми
- 1975 Ogni Giorno Si Cantano Canzoni D'amore (-)
- 1977 Donatella Rettore (-)
- 1979 Brivido Divino (#12)
- 1980 Magnifico Delirio (#8)
- 1981 Estasi Clamorosa (#8)
- 1982 Kamikaze Rock'n'roll Suicide (#18)
- 1982 Super Rock, Le Sue Piu' Belle Canzoni (-)
- 1983 Far West (#22)
- 1985 Danceteria (#20)
- 1988 Rettoressa (#47)
- 1989 Ossigenata (#39)
- 1991 Son Rettore E Canto (#42)
- 1994 Incantesimi Notturni (#32)
- 1996 Concert (-)
- 2005 Figurine (#45)
- 2008 Stralunata (#2 Dvd Chart)
- 2011 Caduta massi (#26)
- 2012 The Best of the Beast (-)

### Синглови
- 1973 Quando Tu (-)
- 1974 Capelli Sciolti (-)
- 1975 Ti Ho Preso Con Me (-)
- 1976 Lailola' (-)
- 1977 Carmela (-)
- 1978 Eroe (#37)
- 1979 Splendido Splendente (#6)
- 1980 Kobra (#4)
- 1981 Donatella (#3)
- 1982 Lamette (#8)
- 1982 This Time (#8)
- 1983 Io Ho Te (#13)
- 1985 Femme Fatale (#19)
- 1986 Amore Stella (#42)
- 1989 Zan Zan Zan (#47)
- 1994 Di Notte Specialmente (#9)
- 2003 Bastardo (#29)
- 2005 Konkiglia (-)
- 2011 L'Onda del Mar (-)
- 2011 Callo (-)
- 2011 Lamette Katana (7" vinyl)
- 2012 Natale Sottovoce (-)
- 2013 Ciao Ciao (-)
- 2013 Ciao Ciao Remixes EP (-)